# Дворянский род
Дворя́нский род — род, основатель которого принадлежит к потомкам древнего княжеского или боярского рода, либо был возведён в дворянское достоинство за личные заслуги с правом передачи дворянства по наследству.

## В России
Истории дворянских родов вообще и российских дворянских родов в частности посвящено множество книг и специальных генеалогических исследований. Первой книгой, в которой собраны сведения о представителях древнейших дворянских родов в России (Руси), считается Бархатная книга (конец XVII века).
Многие в целом недворянские фамилии имели ветви, получившие дворянство. Остальные могли быть крестьянскими, мещанскими, купеческими или священническими. Изредка древние по происхождению дворянские фамилии теряли по различным причинам дворянский статус (отдельные ветви князей Мышецких стали поморскими крестьянами, уйдя в раскол).
В Российской империи в каждой губернии существовали родословные книги, в которых также была отражена история дворянских родов. С конца XVII — начала XVIII века в России также появляется традиция создания дворянских родовых гербов.
В 1797 году указом императора Павла I был учреждён Общий гербовник дворянских родов Российской империи.